# 黄花苜蓿
黄花苜蓿（学名：Medicago aleata）是一种豆科植物。这种植物分布于中国东北、华北和西北。蒙古、苏联和欧洲也有分布。